# Nicolas Souplit
Leopold Victor Nicolas Souplit , né à Roux le 9 janvier 1883 et y décédé le 23 août 1937, est un homme politique socialiste wallon du POB.
Fils d’un ouvrier-mineur, Nicolas Souplit est employé et devient en 1912 le secrétaire de la fédération du POB de l’arrondissement de Charleroi.
Son rôle au sein de la fédération du Parti lui vaut d’être suppléant sur la liste pour la Chambre des représentants dès les élections législatives de 1912. À la suite du décès de Ferdinand Cavrot, il devient député de l'arrondissement de Charleroi le 28 novembre 1918 et est ensuite réélu jusqu’aux élections législatives de 1925. Il terminera ensuite, à partir de 19 octobre 1926, le mandat d’Henri Léonard et ce jusqu’aux élections de 1929, puis celui de Robert Fesler du 22 décembre 1931 jusqu’aux élections de 1932
Au niveau local, il fut conseiller communal puis, à partir de 1918, échevin, et enfin, de 1920 à 1933, bourgmestre de Roux.
Militant wallon, Nicolas Souplit fit partie du comité de la Ligue wallonne de l’arrondissement de Charleroi et représenta le même arrondissement à l’Assemblée wallonne, d’abord comme suppléant de 1912 à 1927 puis comme membre effectif jusqu’à son décès. 